# Devičie
Devičie (maďarsky Devicse) je obec na Slovensku v okrese Krupina. Žije zde 302 obyvatel.
První písemná zmínka o obci pochází z roku 1256. V obci se nachází jednolodní barokně-klasicistní evangelický kostel z roku 1785. 

## Osobnosti
- Eugen Kramár (* 1914 – † 1996) architekt a vysokoškolský pedagog
- Ervín Semian (* 1921 – † 1965) malíř a grafik